# 陸費墀
陸費墀（1731年—1790年），字丹叔，複姓陸費，浙江桐鄉人。
乾隆三十一年（1766年）進士，選翰林院庶吉士，散館授編修。累遷禮部侍郎。充任《四庫全書》的總校官。乾隆五十二年（1787年）發現“舛謬叢生，應刪不刪，且空白未填者竟至連篇累頁”，下令陸費墀罰賠文瀾、文匯、文宗等三閣《四庫全書》的面頁、木匣、裝訂、刻字等原料並製作費用十數萬兩銀，陸費墀「本系寒士，家無擔石，……諒不過千金產業耳」，勉力繳罰金三四萬兩銀，三年後去世。家產被查抄，作為三閣藏書裝治費用。
- 孙陸費芷沧、陸費恩洪（即陸費瑔）[2]。
- 孫女陸費湘于，字季齋，雲騎尉趙貞復(字蘇生)繼室。詩有祖風[3]。
- 孫女陸費思温，字玉如，陸費湘于之妹，沈福榮室。出嫁未及半年即去世[4]。
- 曾孙陸費逵(1886年—1941年)，字伯鸿，幼名沧生，号少沧。

## 延伸阅读
[在维基数据编辑]
 在维基文库阅读此作者作品
 《清史稿·卷320》，出自趙爾巽《清史稿》

## 外部連結
- 陸費墀 （页面存档备份，存于）